# Margit-vonal
A Margit-vonal Magyarországon keresztül futó védvonal volt a második világháború idején, amely a Drávát és a Dunát kötötte össze. A Margit-vonal keleti folytatása az ország északkeleti részén, az Északi-középhegység déli oldalán húzódó Karola-vonal volt, míg az Attila-vonal e két fővonal között húzódott a Budapesten, melyet ez utóbbi az Alföld irányából védett.
A Margit-vonal vonalvezetése a Dunától kezdődően, délnyugat felé építették ki, a Duna-Kisláng-Tabajd-Velencei-tó-Balatonfőkajár-Marcali-Nagybajom-Gige-Nagyatád-Dráva folyó irányában.
Margit-vonal: a n. hadászati-hdm-i védelem legfontosabb, előre kiépített eleme a Kárpát-medencében. Létesítését az →OKH 1944.szept. 22-én rendelte el a Dunántúlon. A 220 km hosszú terepszakaszon, önálló támpontokból álló, három védőövet magába foglaló állásrendszer Ny-i szektorát a Dráva (Gyékényes) és a Balaton (Balatonszentgyörgy), K-i szektorát a Balaton (Balatonvilágos), a Velencei-tó és Érd között építették ki. – Rudolf Konrad, a hegyicsapatok tbk-a pság-a alatt, a m. Országos Erődépítési Pság, a n. 13.erődítési Sáv-pság irányításával m., n. és szl. mű. csapatok a polg. lakosság bevonásával építették. – A →főellenállási öv →főellenállási vonala a Duna – Nagytétény vasútállomás – Szent László puszta – Baracska-D – Kápolnásnyék-D – Kisvelence-D – Velencei-tó É-i partvonala – Dinnyés – Nádor-csatorna Ny-i magaslatai – Belsőbáránd – Pötölle – Tác-D – Polgárdi-D – Füle-D – Balatonfőkajár-D – Balatonakarattya-DK – Balaton É-i partvonala – Keszthely – Fenék-puszta – Zala-folyó torkolata – Határárok-csatorna – Pat – Iharosberény – Márjás-patak – Csurgó – Gyékényes – Dráva terepszakaszon húzódott. A Duna-Velencei-tó között a fővédőöv második vonala Kismarton-É – Martonvásár-D – Baracska vasútállomás – Pázmánd-D vonalon épült ki. – A főellenállási öv és a második védőöv 16–20 km harcászati mélységben épült ki. A fővédőöv 2-3 állásból állt, amelyek mélysége 5–7 km volt. A második védőövben 1-2 állást építettek ki. A védőövek lövész- és összekötőárkokból, körvédőképes támpontokból, faföld és beton kiserődökből álltak, amelyeket mű. zárakkal, aknamezőkkel, hk-akasztókkal, drótakadályokkal is védtek. A védőövek előtt átlagosan 5 m széles, 3 m mély hk-árok volt. A ~-ba eső településeket körkörös védelmi állásokkal erősítették meg. – Maximális hdm. feladata az →Ostmark (Au.), így az →Alpesi Erőd felé vezető utak lezárása, az osztrák iparvidék védelme. Minimális hdm. feladata a zalai olajvidék (1944 második felétől a még n. kézen lévő területek kőolajtermelésének 80%-a), a dunántúli m. ipar-, vegyipar, kőolajfinomító és bányavidék, a Ny-Mo-i mezőgazd. körzetek fedezése, vmint Bp. Ny-i irányú átkarolásának megakadályozása volt. – A Ny-i szektort a 2.n.pc.hds., a K-t a 3.m. és a 6. n.hds. védte. Nem váltotta be a hozzáfűzött reményeket, a K-i szektort 1944.dec.20-tól a sz. 4.gárda- és 46.hds., a Ny-t 1945.márc.30-tól az 57.sz. és az 1.b.hds. gyorsan áttörte.